# 德米特里·季莫费耶维奇·特鲁别茨科伊
德米特里·季莫费耶维奇·特鲁别茨科伊（俄语：Дмитрий Тимофеевич Трубецкой，？—1625年6月24日），俄罗斯混乱时期军事、政治人物，反波兰入侵的起义领袖之一，全俄罗斯缙绅会议临时政府领袖。
特鲁别茨科伊与德米特里·米哈伊洛维奇·波扎尔斯基以及库兹马·米宁一同指挥了从波兰人手中奪取莫斯科的战斗，在从赶走波兰人到米哈伊尔·罗曼诺夫被选为沙皇之间的这段时期，特鲁别茨科伊被选为俄罗斯最高统治者。特鲁别茨科伊因其功绩而获得“祖国救星”称号，他也是1613年全俄縉紳會議上的皇位觊觎者之一。

## 來源
1. ↑  .  16 Изд. 2-е. М.: Тип. Компании типографической. 1791: 319  [2021-09-07]. （原始内容存档于2021-09-07）.